# 奧維耶多主教座堂

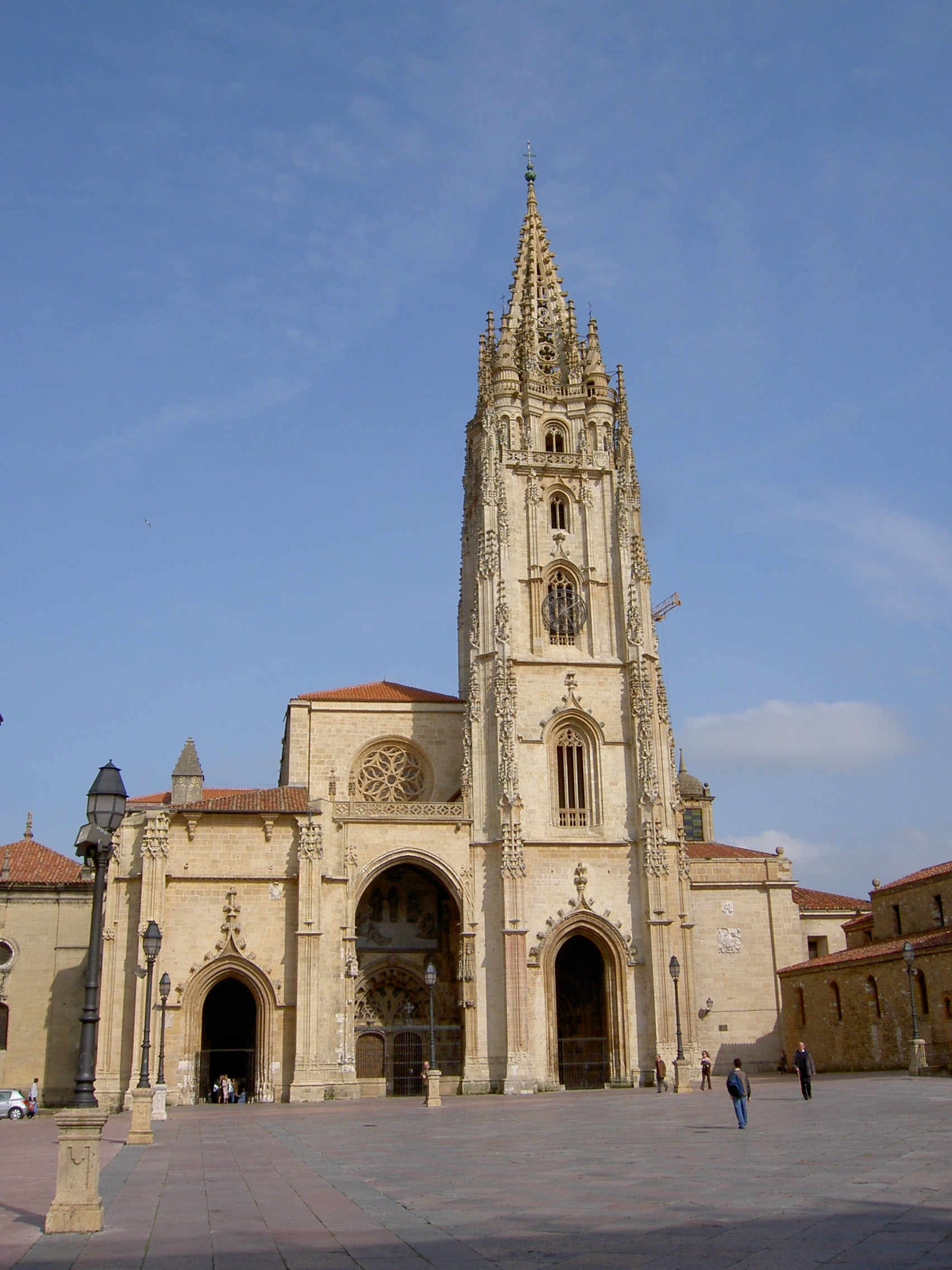

奧維耶多主教座堂（Oviedo Cathedral）是位於西班牙城市奧維耶多的一座羅馬天主教的教堂。奧維耶多主教座堂在阿方索二世令下創建於781年。